# Zeng Cheng
Zeng Cheng (chin. upr. 曾诚, chin. trad. 曾誠, pinyin Zēng Chéng; ur. 8 stycznia 1987 w Wuhanie) – chiński piłkarz występujący na pozycji bramkarza. Zawodnik klubu Guangzhou Evergrande.

## Kariera klubowa
Zeng zawodową karierę rozpoczynał w 2005 roku w zespole Wuhan Huanghelou z Chinese Super League. W tych rozgrywkach zadebiutował w sezonie 2005. Rozegrał wówczas 1 ligowe spotkanie. Przebywał także na wypożyczeniu w indonezyjskim Persebaya w barwach którego zagrał 34 razy. Po zakończeniu sezonu 2005 wrócił do Wuhanu. W latach 2006–2008 występował on pod nazwą Wuhan Guanggu. W 2008 roku po spadku tego klubu do China League One, opuścił drużynę.
W 2009 roku Zeng podpisał kontrakt z Henan Jianye grającym w Chinese Super League. W sezonie 2009 zajął z nim 3. miejsce w lidze. W 2013 przeszedł do Guangzhou Evergrande.

## Kariera reprezentacyjna
W reprezentacji Chin Zeng zadebiutował 1 czerwca 2009 roku w wygranym 1:0 towarzyskim meczu z Iranem.
W 2011 roku został powołany do kadry na Puchar Azji.